# Stanisław Huskowski (polityk)

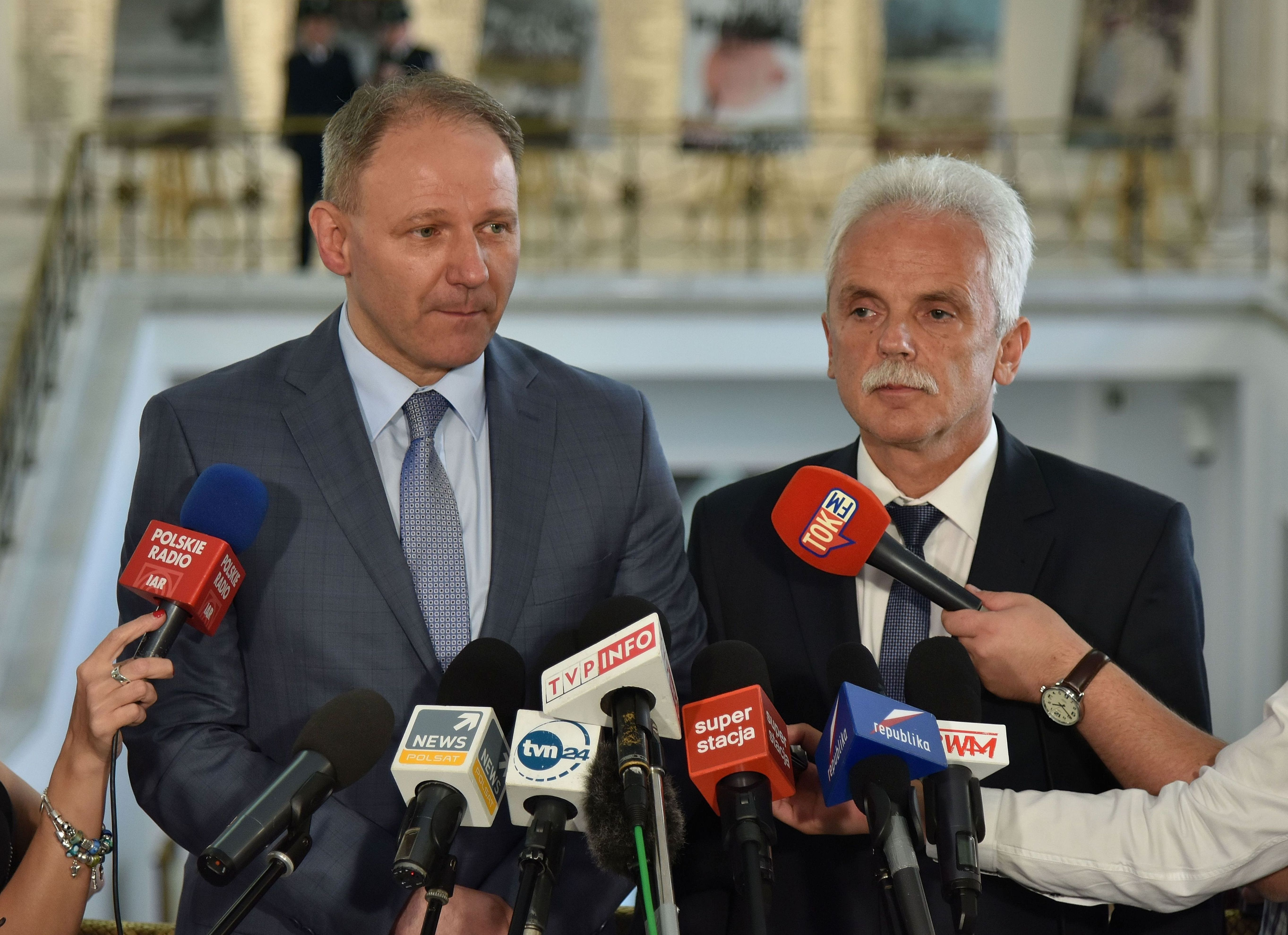
Stanisław Huskowski (z prawej) i Jacek Protasiewicz w Sejmie (2016)

Stanisław Tadeusz Huskowski (ur. 24 kwietnia 1953 we Wrocławiu) – polski polityk i samorządowiec, działacz opozycji w okresie PRL. W latach 2001–2002 prezydent Wrocławia, w latach 2004–2005 senator V kadencji, w latach 2005–2018 poseł na Sejm V, VI, VII i VIII kadencji, w latach 2013–2015 sekretarz stanu w Ministerstwie Administracji i Cyfryzacji.

## Życiorys
W 1977 ukończył studia z zakresu fizyki doświadczalnej na Wydziale Matematyczno-Fizyczno-Chemicznym Uniwersytetu Wrocławskiego, uzyskując tytuł zawodowy magistra fizyki. Przez kolejne pięć lat był pracownikiem naukowym Instytutu Fizyki Politechniki Wrocławskiej, następnie przez rok nauczycielem w XIV Liceum Ogólnokształcącym we Wrocławiu, a potem pracował jako konstruktor oraz fizyk i technik medyczny.
Był członkiem Zrzeszenia Studentów Polskich (1972–1973), Związku Nauczycielstwa Polskiego (1977–1980), a także Klubu Inteligencji Katolickiej (1978–1989). Od 1978 do 1980 współpracował ze Studenckim Komitetem Solidarności we Wrocławiu. W latach 1980–1981 pełnił funkcję rzecznika prasowego dolnośląskiej „Solidarności”, zasiadając w jej prezydium. W 1981 był delegatem na wojewódzki i na krajowy zjazd „Solidarności”. W stanie wojennym był poszukiwany listem gończym przez SB (m.in. z Władysławem Frasyniukiem i Józefem Piniorem) w tzw. sprawie 80 milionów zł dolnośląskiej „Solidarności”. W 1982 został aresztowany, a następnie internowany. Po zwolnieniu do 1989 pracował w różnych zawodach i miejscach, był m.in. zaopatrzeniowcem w Polskim Stowarzyszeniu Jazzowym, organizował lokale dla podziemnych pism „Z Dnia na Dzień” oraz „Komunikaty”.
Należał do założycieli Unii Demokratycznej, a następnie Unii Wolności, w której pełnił liczne funkcje (m.in. przewodniczącego regionu wrocławskiego). W 2001 przystąpił do Platformy Obywatelskiej.
Do 2004 sprawował mandat radnego Rady Miejskiej Wrocławia. Był przewodniczącym rady, wiceprezydentem, a w latach 2001–2002 prezydentem Wrocławia.
W kwietniu 2004 wygrał wybory uzupełniające do Senatu V kadencji (kandydował z Komitetu Wyborczego Wyborców Stanisława Huskowskiego zorganizowanego przez PO). W Senacie pracował w Komisji Samorządu Terytorialnego i Administracji oraz Komisji Europejskiej. W wyborach w 2005 został wybrany na posła na Sejm V kadencji z listy Platformy Obywatelskiej w okręgu wrocławskim.
W wyborach parlamentarnych w 2007 po raz drugi uzyskał mandat poselski, otrzymując 9584 głosów. Od listopada 2007 do marca 2009 zasiadał w Radzie Służby Publicznej, w kwietniu 2009 został powołany na członka Rady Służby Cywilnej. Został stałym delegatem Sejmu RP na posiedzeniach Zgromadzenia Parlamentarnego Rady Europy. W 2009 bez powodzenia kandydował do Parlamentu Europejskiego. W wyborach parlamentarnych w 2011 z powodzeniem ubiegał się o reelekcję, dostał 7164 głosy. 6 czerwca 2013 został powołany na stanowisko sekretarza stanu w Ministerstwie Administracji i Cyfryzacji. W 2014 ponownie bezskutecznie kandydował do PE.
W wyborach parlamentarnych w 2015 uzyskał mandat posła na kolejną kadencję, otrzymując w okręgu legnickim 15 206 głosów. W listopadzie tegoż roku zakończył urzędowanie na stanowisku wiceministra administracji i cyfryzacji. W lipcu 2016 został wykluczony z Platformy Obywatelskiej. We wrześniu tego samego roku współtworzył koło poselskie Europejscy Demokraci, zostając jego wiceprzewodniczącym. Był także następnie współtwórcą stowarzyszenia o tej nazwie, a w listopadzie 2016 partii Unia Europejskich Demokratów. Przystąpił również do stowarzyszenia Dolnośląski Ruch Samorządowy. Zasiadał w zarządzie krajowym UED (do 2021), był też wiceprzewodniczącym jej koła poselskiego był do czasu jego rozwiązania w lutym 2018, kiedy to wraz z innymi posłami partii zasiadł w federacyjnym klubie PSL-UED.
W wyborach samorządowych w 2018 został wybrany do sejmiku dolnośląskiego VI kadencji z ramienia KWW Z Dutkiewiczem dla Dolnego Śląska. 29 października marszałek Sejmu stwierdził wygaśnięcie jego mandatu. W sejmiku w 2019 przystąpił do klubu Nowoczesna Plus, w 2022 przemianowanym na klub Nowa Nadzieja (i następnie na klub Nowa PL). Bez powodzenia kandydował ponownie do sejmiku w wyborach w 2024 z listy Trzeciej Drogi.

## Życie prywatne
Żonaty, ma syna. Syn matematyka Tadeusza Huskowskiego, bratanek Stanisława Huskowskiego (pseud. Ali), wnuk Stanisława Huskowskiego, adwokata i senatora w II RP.
W filmie 80 milionów w postać Stanisława Huskowskiego wcielił się aktor Wojciech Solarz.

## Odznaczenia
- Złota Odznaka Honorowa Wrocławia – 2017[11]